# Cryptocarya meisneriana
Cryptocarya meisneriana là loài thực vật có hoa trong họ Nguyệt quế. Loài này được Frodin miêu tả khoa học đầu tiên năm 1976.